# Ania Karpowicz
Ania Karpowicz (ur. 1983 w Warszawie) – polska flecistka, aktywistka i kuratorka. Laureatka Paszportów „Polityki” w kategorii muzyka poważna.

## Życiorys
Ania Karpowicz (z domu Anna Dębińska) urodziła się w 1983 w Warszawie. Ukończyła Państwową Szkołę Muzyczną im. K. Kurpińskiego w Warszawie oraz warszawską Państwową Szkołę Muzyczną II st. im. J. Elsnera.
Dyplom magistra sztuki obroniła w 2009 r. na Akademii Muzycznej im. G. i K. Bacewiczów w Łodzi w klasie prof. Antoniego Wierzbińskiego (dyplom z wyróżnieniem), otrzymała też drugi dyplom magisterski w Hochschule für Musik Detmold (Niemcy) w klasie prof. Jánosa Bálinta. 

## Działalność
Ania Karpowicz jest współzałożycielką kooperatywy muzycznej Hashtag Ensemble, specjalizującej się w wykonawstwie muzyki nowej, a także inicjatorką (z Markiem Brachą) festiwalu WarszeMuzik. Ania Karpowicz jest współzałożycielką Instytutu Mieczysława Wajnberga (wraz z Marią Sławek i Aleksandrem Laskowskim). W latach 2023-2024 współprowadziła Przestrzeń Muzyki Współczesnej Hashtag Lab na prawach Społecznej Instytucji Kultury m.st. Warszawy. 

## Źródła
- biogram na stronie Polityka.pl
- biogram na stronie Polmic